# Acinodendron laevigatum
Acinodendron laevigatum là một loài thực vật có hoa trong họ Mua. Loài này được (L.) Kuntze mô tả khoa học đầu tiên năm 1891.